# Alice Hoschedé

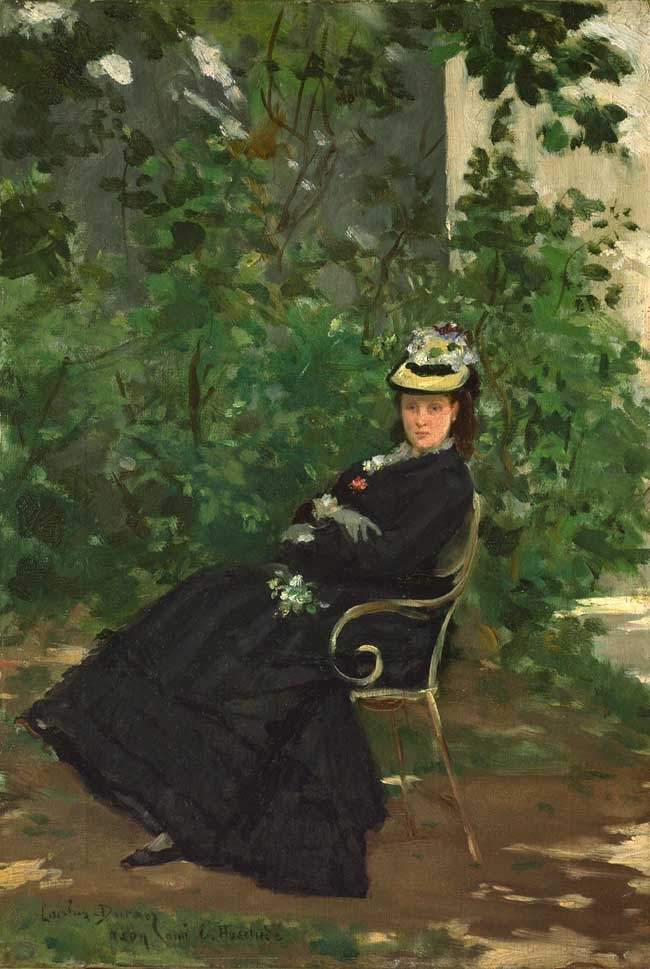
Carolus-Duran, Alice Hoschedé, tweede vrouw van Claude Monet.

Alice Raingo Hoschedé Monet (Parijs, 19 februari 1844 – Giverny, 19 mei 1911), geboren Angélique Émilie Alice Raingo, was de echtgenote van de Franse zakenman Ernest Hoschedé. Later zou ze de tweede vrouw worden van Claude Monet.

## Biografie
Alice was de dochter van Denis Lucien Alphonse Raingo en Jeanne Coralie Boulade. De Raingo-familie was afkomstig uit België, de vader van Alice was geboren in Doornik. Hij had samen met zijn drie broers een klokkenmakersbedrijf gestart, Raingo Frères, dat leverde aan onder meer het Franse en het Engelse hof. Ze hoorden tot de welgestelde burgerij.

## Het huwelijk met Hoschedé
Alice huwde met Ernest Hoschedé op 16 april 1863. Ernest Hoschedé was een handelaar in stoffen en een groot warenhuismagnaat. Ze betrokken een woning aan de rue de Lisbonne, nr. 66. Het paar kreeg zes kinderen, Marthe, (1864), Blanche (1865), Suzanne (1865), Jacques (1869), Germaine (1873) en Jean-Pierre, (1877).
Ernest Hoschedé was naast zijn beroepsbezigheden ook een gedreven kunstverzamelaar en kunstcriticus. Ernest was een vriend van Monet en zijn meest bijzondere mecenas. Hij kocht regelmatig werken van de schilder en steunde hem met leningen en giften op moeilijke momenten. In 1876 gaf hij de opdracht aan Monet om enkele decoratieve panelen te schilderen voor zijn buitenhuis, het Château de Rottembourg, in Montgeron. Het jaar daarop, ging Hoschedé failliet en werd zijn kunstverzameling geveild.

## Leven bij de Monets

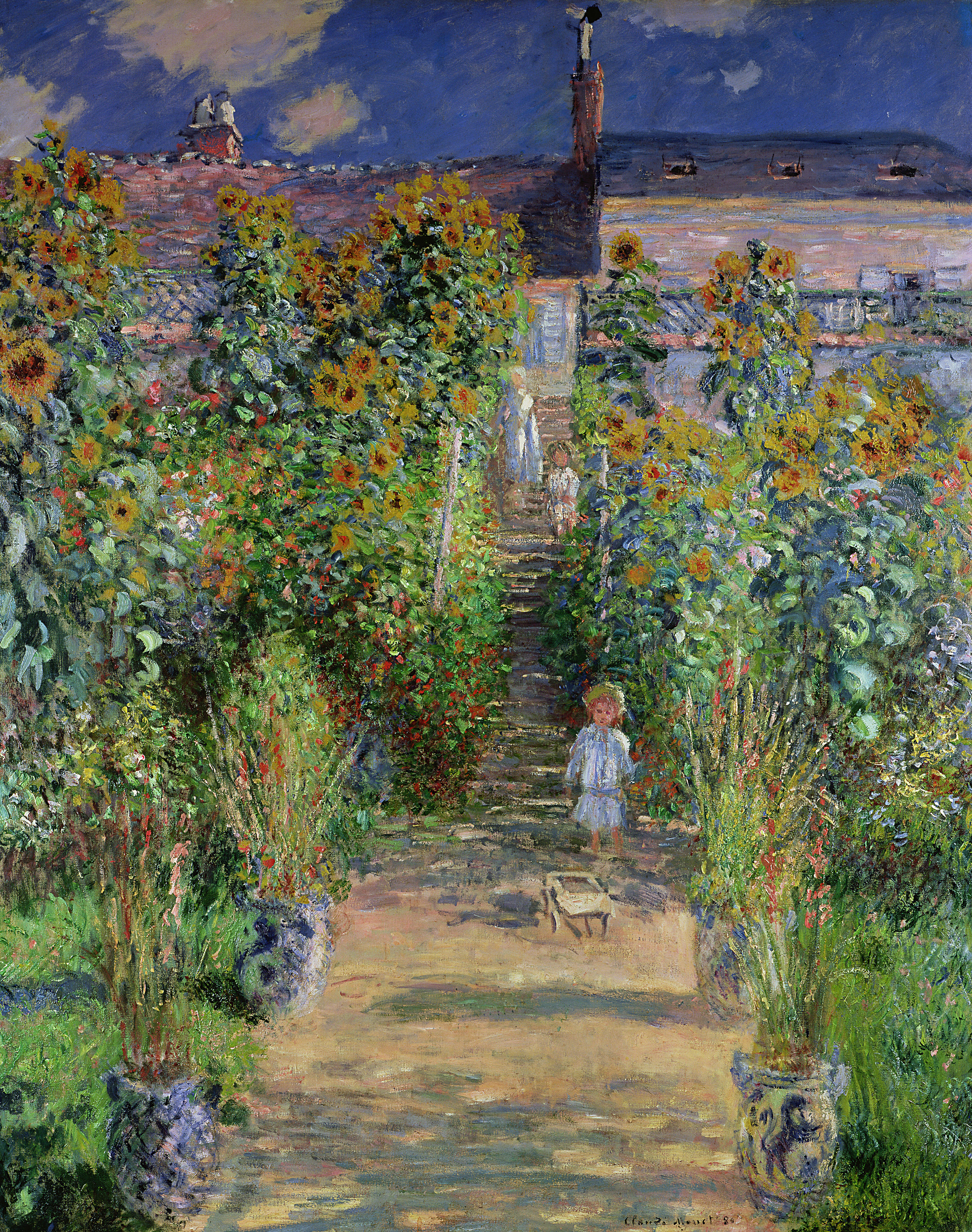
Claude Monet, Monets tuin in Vétheuil, 1880, Michel Monet en Jean-Pierre Hoschedé

Na zijn faillissement in 1877 gingen Ernest en Alice in 1878 met hun zes kinderen in Vétheuil wonen, samen met Monet, diens vrouw Camille en hun zoons Jean en Michel. Ernest Hoschedé begon meer en meer tijd door te brengen in Parijs, waar hij uiteindelijk vast verbleef, nadat hij werk had gevonden bij de krant Le Voltaire. Ondertussen werd Monets vrouw Camille Doncieux, die sterk verzwakt was door de bevalling van haar tweede zoontje, zieker en zieker. Alice nam de verzorging van Camille op zich. Camille overleed op 5 september 1879, slechts 32 jaar oud. Alice nam vanaf dan de zorg voor het ganse gezin op zich.

## De relatie met Claude Monet
In december 1881 verhuisden Monet en Alice naar een ruimere woning in Poissy en in 1883 naar Giverny, toen een klein boerendorp met slechts 279 inwoners; pas later zou de aanwezigheid van Monet hele kolonies kunstenaars aantrekken. Ze huurden er een van de grootste woningen, Le Pressoir, met een stuk land van bijna een hectare. Stilaan begon zijn financiële situatie te verbeteren; de impressionisten kwamen beter in de markt te liggen en Durand-Ruel kon meer van zijn werk verkopen en bovendien voor betere prijzen. In november 1890 kon hij Le Pressoir kopen, maar ook een aantal omliggende huizen en gronden waarop hij zijn fameuze tuin zou aanleggen. Na het overlijden van Ernest Hoschedé in 1891 traden Alice en Claude op 16 juli 1892 in het huwelijk. Alice overleed in 1911 aan leukemie.